# Congrégation des Sœurs du Sacré-Cœur de Jésus
La congrégation des Sœurs du Sacré-Coeur de Jésus de Saint-Aubin est un institut religieux catholique féminin créé en France au XIXe siècle.

## Fondation et histoire
Congrégation de droit diocésain, fondée à Saint-Aubin-lès-Elbeuf (Seine-Maritime) en 1818 au diocèse de Rouen par Geneviève Freret (1791-1856), en religion Mère Saint-Joseph et l’abbé Guillaume Lefebvre curé de Saint-Aubin.
Les statuts de la Congrégation sont établis définitivement le 15 août 1832. Le 26 mars 1843, le Conseil d’Etat, dans une ordonnance, autorise la Congrégation.
Le Père Coudrin, fondateur de la Congrégation de Picpus, au sujet duquel une information canonique se poursuit actuellement en vue de sa béatification, est vicaire général de Rouen de 1826 à 1833, et en même temps supérieur de la congrégation. 
Une religieuse de Saint-Aubin, Sœur Marie-Ernestine (1819-1910), fonda l'atelier-refuge situé à la Grand’Mare à Rouen destiné à accueillir et moraliser des jeunes filles sortant de prison. En 1868, elle reçoit le Prix Dumanoir de l’Académie des sciences, belles-lettres et arts de Rouen.
En 1844, trois postulantes se détachent de cet institut, se consacrent exclusivement aux soins aux malades, avec la bénédiction de l'archevêque de Rouen, Mgr Louis Blanquart de Bailleul, elles sont à l'origine de la fondation de la congrégation des Sœurs de la Compassion de Rouen.
En 1880, la congrégation compte 800 religieuses (professes et novices), ces dernières desservent trois hospices et une maison de retraite; elles dirigent plusieurs orphelinats, 250 écoles, 20 salles d'asile, un refuge de jeunes détenues, et une maison destinée à recevoir les filles de la campagne qui désirent se placer ou celles qui sont momentanément sans emploi; elles donnent l'instruction aux enfants et jeunes filles d'une filature; enfin, elles soignent les malades à domicile.

## Apostolat
Vie d'action dans toutes les branches de la charité et du zèle : enseignement, soin aux malades, aumônerie, service paroissial, foyers, retraites.

## Établissements
La maison-mère est établie  130, rue de Freneuse, à Saint-Aubin-lès-Elbeuf.
Au cours de son histoire, la Congrégation a ouvert 584 établissements : écoles maternelles et primaires, pensionnats,  ouvroirs, hospices, des maisons ecclésiastiques, dans le diocèse de Rouen,  dans le diocèse du Havre et d’Headington (Angleterre).
En 2016, la congrégation exerce sa tutelle sur l'école primaire de l'Institution Jean-Paul-II de Rouen.

## Sources
- Edouard Pontal, Les congrégations religieuses en France : leurs œuvres et leurs services , Paris,  Librairie Poussielgue Frères, 1880, 757 p.
- Abbé Victor Duval, La charité à Rouen : les œuvres catholiques, préface de Mgr Sourrieu, Rouen, Imprimerie de Lapierre, 1895.